# Nicholas Ambraseys
Nicholas Neocles Ambraseys (in greco: Νικόλαος Αμβράζης του Νεοκλή) (Atene, 19 gennaio 1929 – Londra, 28 dicembre 2012) è stato un sismologo greco.
È stato professore emerito di ingegneria sismica e ricercatore presso l'Imperial College London. Per molti anni Ambraseys è stato considerato come un'autorità assoluta nel campo dell'ingegneria sismica e della sismologia in generale in Europa.

## Curriculum
Ambraseys ha studiato Rural and Surveying Engineering presso l'Università tecnica nazionale di Atene laureandosi nel 1952, per poi specializzarsi in ingegneria sismica presso l'Imperial College London. Ha lavorato con professori quali Alec Skempton e Alan Bishop e conseguito il dottorato nel 1958; il titolo della sua tesi era "The sismic stability of earth dams" ("La stabilità sismica delle dighe di terra"). Entrato subito nel corpo docenti del college, nel 1974 divenne titolare della cattedra di ingegneria sismica.

## Lavoro scientifico
In quanto esperto di ingegneria sismica, egli si è concentrato nella sua carriera su questioni quali la valutazione del rischio sismico e la realizzazione di strutture geotecniche e antisismiche (ad esempio le dighe). È stato autore di più di trecento pubblicazioni, alcune delle quali apparse su quotidiani prestigiosi, oltre ad aver spesso controllato e collaborato a pubblicazioni di alcuni dei suoi colleghi. È stato cofondatore del Journal of Earthquake Engineering e uno dei padri fondatori dell'European Association for Earthquake Engineering. È ancora oggi tra gli autori più citati nel campo dell'ingegneria civile e di quella sismica.

### Dighe sismiche e stabilità
La sua ricerca di dottorato sulla stabilità sismica delle dighe si soffermò, tra le altre cose, sulla predizione di spostamenti permanenti nelle dighe di terra dopo i terremoti. Il suo lavoro ha influenzato notevolmente altri studiosi quali Nathan Newmark, Harry Bolton Seed e Sarada Sarma, fautore del cosiddetto metodo Sarma.

### Sismicità storica
Molti esperti sono convinti del fatto che il più grande contributo di Ambraseys sia nel campo della sismicità storica. Ha condotto personalmente ricerche, trovato e raccolto un'enorme quantità di informazioni sui terremoti in tutto il mondo. La sua vasta conoscenza di un buon numero di lingue gli ha permesso di avere accesso ad un numero molto grandi di fonti in lingua originale. Questo gli ha permesso di identificare le informazioni erronee e di aggiornare i cataloghi e gli archivi dei terremoti storici con dati ed elementi corretti.

### Altri contributi
I suoi studi hanno interessato anche il campo della fluidodinamica, con particolare attenzione all'interazione tra le forze fluidodinamiche e diversi tipi di strutture. Da questo deriva la sua dedizione all'analisi di fenomeni quali gli tsunami, la cui intensità non a caso viene misurata secondo la scala Sieberg-Ambraseys.

## Carriera da docente
Ambraseys è stato uno dei primi membri della comunità accademica europea a lavorare nel campo dell'ingegneria sismica. Oltre alla sua attività di ricerca, egli è stato il fautore dell'apertura di corsi sulla materia all'Imperial College a tutti i livelli. Tra i numerosi corsi, occorre ricordare quelli di Earthquake Engineering, Structural Dynamics e Engineering Seismology, che hanno attratto studenti internazionali, divenuti poi a loro volta ingegneri sismici oppure accademici.

## Premi e riconoscimenti
È stato membro della Royal Academy of Engineering e dell'Accademia di Atene (moderna). Nel 2005 ha ricevuto la Medaglia Harry Fielding Reid della Seismological Society of America. Massima onorificenza consegnata dalla suddettà società per particolari meriti nel campo della sismologia, in passato ne sono stati insigniti anche studiosi del calibro di Charles Francis Richter e Carl Allin Cornell.
Nel corso della 14ª Conferenza Mondiale sull'Ingegneria Sismica, tenutasi a Pechino nell'ottobre 2008, egli fu votato come una delle 13 Leggende nel campo - unico europeo in lista. Ambraseys è stato tra i pochi a ricevere questo onore pur essendo ancora in vita: insieme a lui, gli altri sono stati Ray William Clough, George William Housner, Thomas Paulay e Joseph Penzien.

## Pubblicazioni
- Ambraseys, N., Melville, C. (1982). A history of Persian earthquakes, Cambridge University Press.
- Ambraseys, N., Melville, C., Adams R. (1994) Seismicity of Egypt, Arabia and the Red Sea, Cambridge University Press.
- Ambraseys, N., Finkel C. (1995) The seismicity of Turkey, Eren Press.
- Ambraseys N., Sigbjörnsson R. (1999) Reappraisal of Seismicity of Iceland, Polytechnica Pub., Reykjavik.
- Ambraseys N., Adams R. (2000) The seismicity of Central America,  Imperial College Press.
- Ambraseys N. (2009) Earthquakes in the eastern Mediterranean and the Middle East: a multidisciplinary study of seismicity up to 1900, Cambridge University Press. (ISBN 9780521872928)